# Ionian Star
Lo Ionian Star è un traghetto appartenente alla compagnia di navigazione italiana Star Lines.

## Servizio
Varato il 20 novembre 1970 nel cantiere navale Aalborg Værft A/S di Aalborg con il nome di Prinsessan Desirée e consegnato il 3 giugno 1971 alla Sessan Linjen, prende servizio tre giorni dopo nei collegamenti tra Göteborg e Frederikshavn.

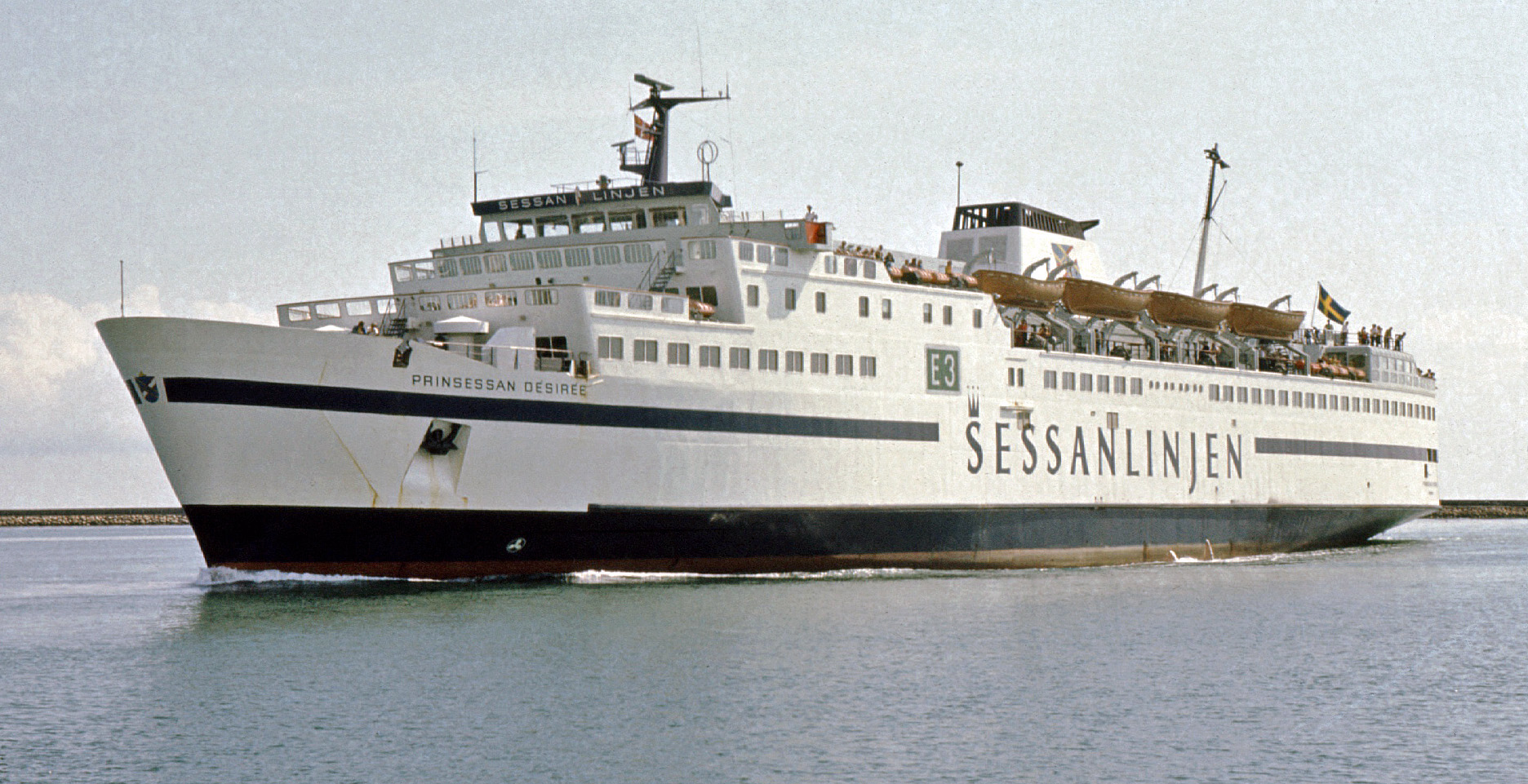
Il Prinsessan Desirée in arrivo a Frederikshavn nel 1976.

Nel dicembre del 1989 entra in collisione con lo Stena Timer nei pressi di Böttö, riportando ingenti danni alla prua. Successivamente viene riparato in cantiere a Landskrona.
Nel febbraio del 1981 la Sessan Linjen viene acquistata dalla rivale Stena Line ed il traghetto passa di conseguenza di proprietà, continuando tuttavia ad operare sulla stessa rotta.
Nell'aprile del 1981 viene noleggiato alla Bandi Line ed impiegato nei collegamenti tra Irlanda ed Inghilterra.
Dal 6 maggio al 7 giugno 1981 viene noleggiato alla B&I Line ed impiegato nei collegamenti tra Pembroke Dock e Rossarlare.
Dal 9 luglio al 10 agosto 1981 viene noleggiato alla Sealink, operando nei collegamenti tra Holyhead e Dún Laoghaire. Tornato dalla serie di noleggi, a settembre torna in servizio sulla Göteborg-Frederikshavn.
Dal 26 giugno al 5 settembre 1982 viene noleggiato alla Sally Line ed opera nei collegamenti tra Ramsgate e Dunkerque sotto il nome d'arte di Viking 2. Terminato il noleggio, viene disarmato a Göteborg.
Nel marzo del 1983 viene trasferito alla Varberg-Grenå Linjen Ab e, ribattezzato Europafärjan, prende servizio nei collegamenti tra Varberg e Grenaa.
Nel 1985 viene venduto alla Lion Ferries, una compagnia facente capo alla Stena Line e, ribattezzato Europafärjan II, torna in servizio sulla Varberg-Grenaa, operando saltuariamente nel periodo estivo anche nei collegamenti da Helsingborg ed Halmstad.
Nel marzo del 1987 viene ribattezzato Lion Princess.
Nel dicembre del 1993 viene venduto alla Scandi Lines e, sottoposto a lavori di ristrutturazione, durante i quali viene ribattezzato Bohus, prende servizio il 14 aprile 1994 nei collegamenti tra Sandefjord e Strömstad.
Nel gennaio del 1999 viene trasferito alla Color Line, continuando ad operare sulla stessa rotta.

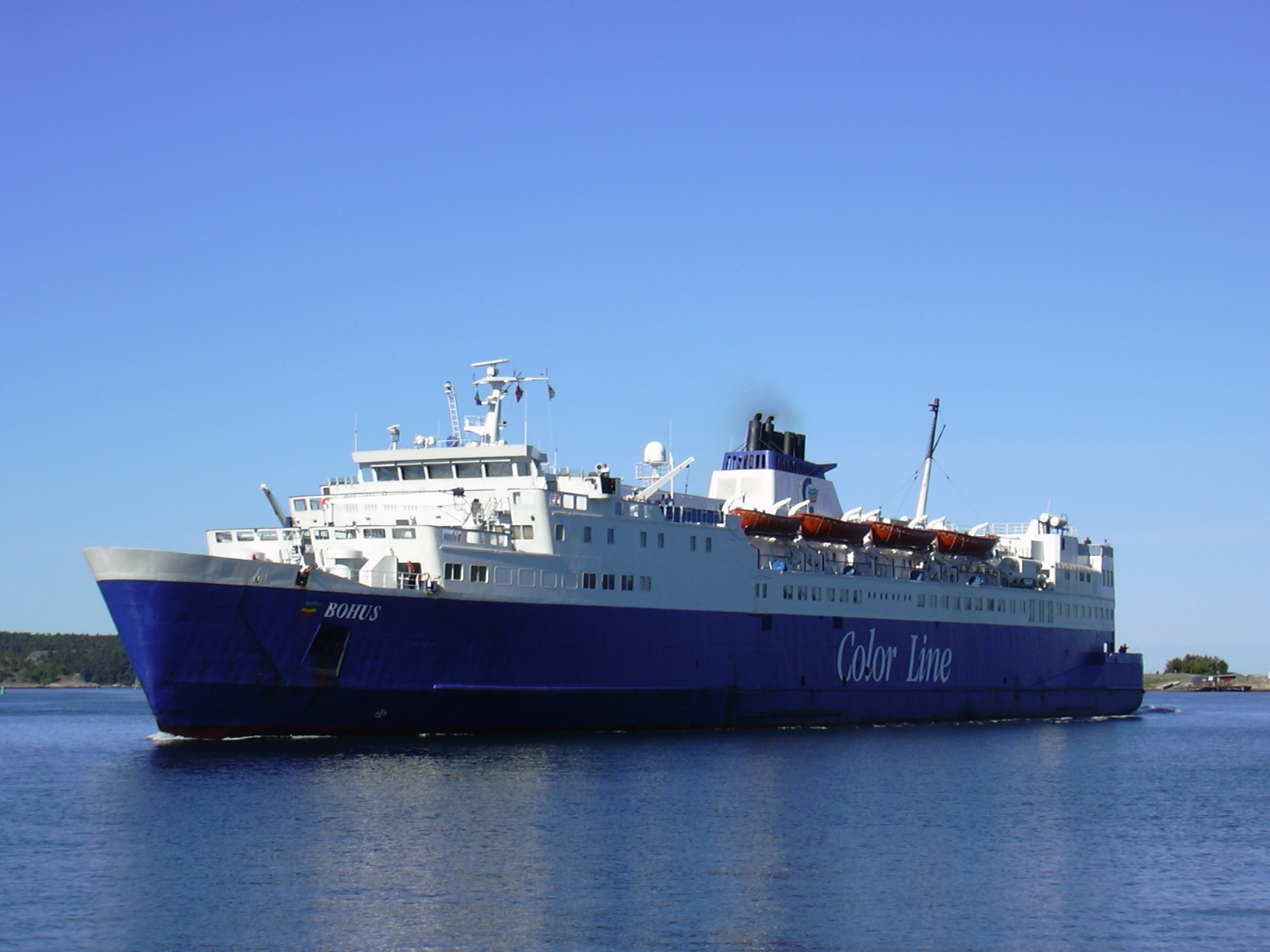
Il Bohus in navigazione nel 2003.

Il 16 maggio 2019, durante la navigazione nei pressi di Framnäs, scoppia un incendio nella sala macchine del traghetto, prontamente domato dall'equipaggio. Il giorno successivo viene rimorchiato a Frederikshavn, dove viene riparato.
Il 17 giugno 2019, in vista dell'entrata in servizio del nuovo Color Hybrid, viene venduto all'italiana Star Lines, con consegna prevista ad agosto. Il 26 agosto 2019 viene ribattezzato Ionian Star e cinque giorni dopo salpa per Salamina, dove viene sottoposto a lavori di ristrutturazione. Nel giugno del 2020 prende servizio nei collegamenti tra Brindisi e Valona, dove opera tutt'oggi in coppia con il compagno di flotta European Star.

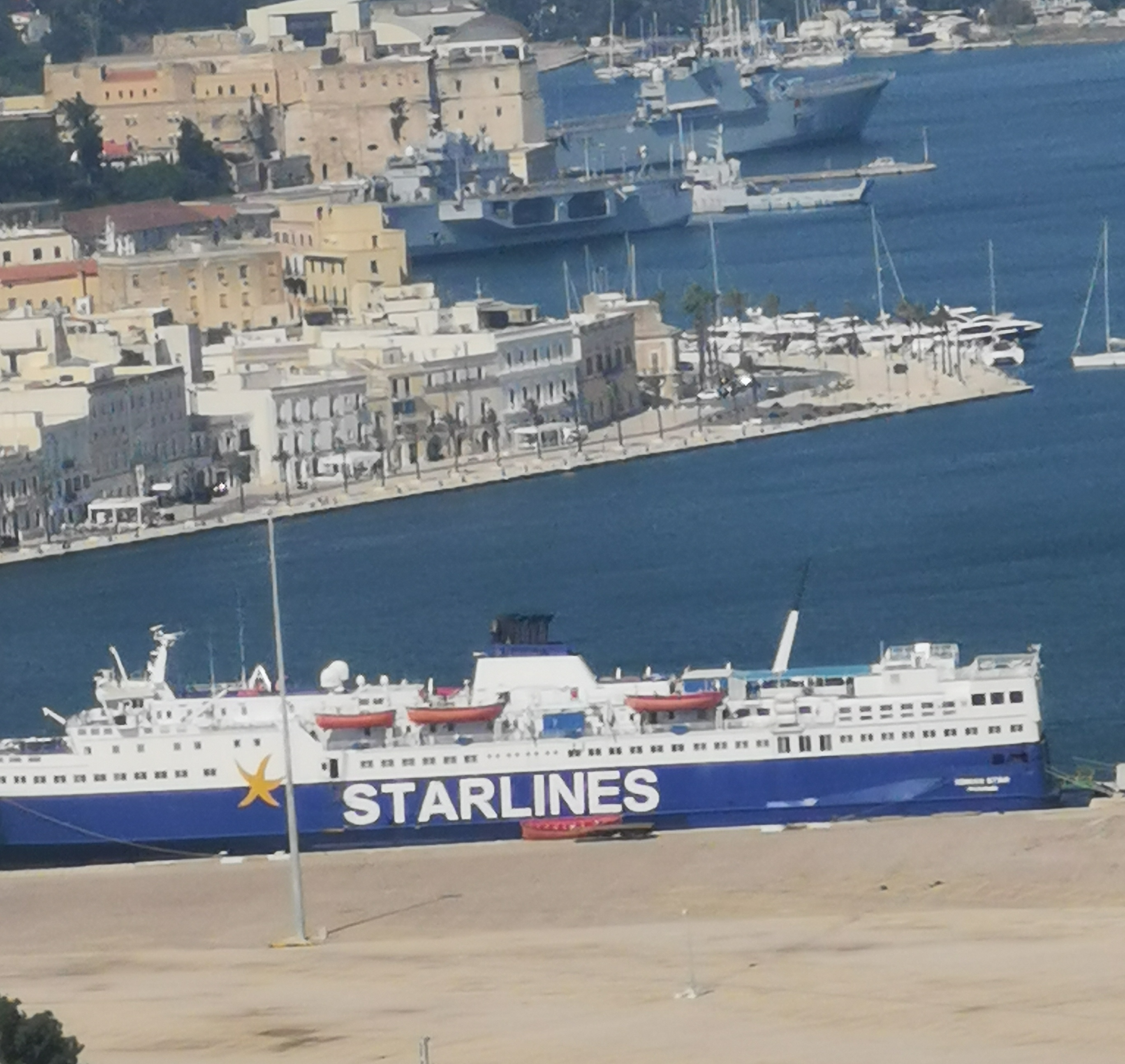
Lo Ionian Star ormeggiato a Brindisi nel 2024.

## Navi gemelle
- Aqua Solution (già Prinsessan Christina)